# 미야우치촌 (히로시마현)
미야우치촌(일본어: 宮内村)은 일본 히로시마현 사에키군에 있던 촌이다. 현재의 하쓰카이치시의 일부 해당한다.

## 역사
- 1889년 4월 1일 - 정촌제 시행에 의해 사에키군 미야우치촌이 발족하였다.
- 1956년 9월 30일 - 헤라촌, 하라촌, 지고젠촌과 합병해 하쓰카이치시가 신설하여 폐지되었다.

## 교통

### 철도
- 히로시마 전철
  - 히로시마 전철 미야지마선

### 도로
- 국도 제2호선

## 참고문헌
- 角川日本地名大辞典 34 広島県
- 『市町村名変遷辞典』東京堂出版、1990年。